# FV105 Sultan
FV105 Sultan – brytyjski wóz dowodzenia należący do rodziny pojazdów opancerzonych CVR(T), zaprojektowany na potrzeby armii brytyjskiej na przełomie lat 60. i 70. XX wieku przez przedsiębiorstwo Alvis.
Sultan cechuje się wyższym niż w innych pojazdach serii CVR(T) dachem, stwarzającym więcej miejsca w tylnej części pojazdu. Pojazd wyposażony jest w karabin maszynowy kalibru 7,62 mm oraz filtry ABC.
Do 1986 roku zbudowanych zostało 291 egzemplarzy pojazdu. W 2020 roku brytyjskie siły zbrojne posiadały 76 pojazdów tego typu.